# McDonald (Kansas)
McDonald – miasto w Stanach Zjednoczonych, w stanie Kansas, w hrabstwie Rawlins.